# カーゾン線

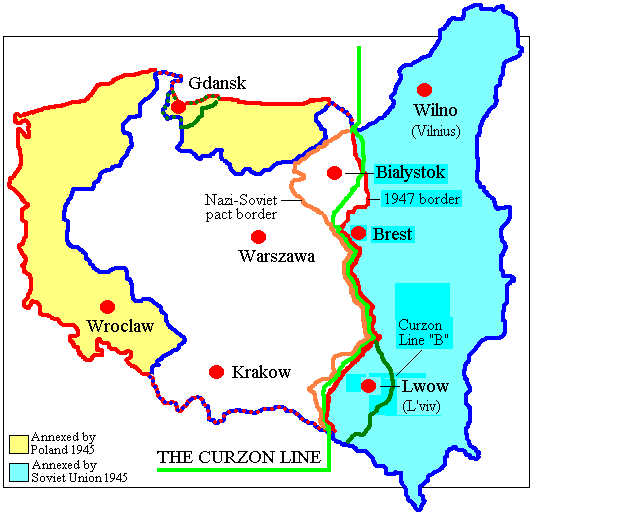
ポーランド国境の推移（1918年 - 2005年）
緑色の線（CURZON LINE、カーゾン線）は第一次世界大戦後に定められたポーランド・ロシア国境。ソビエト・ポーランド戦争の結果、リガ条約により空色で示した領域をソビエトから獲得、青色の線で示した国境が画定した。オレンジ色の線は独ソ不可侵条約の秘密議定書で定められたポーランドを分割するライン。赤が第二次世界大戦後のポーランド国境。ポーランドは空色で示した領域をソ連に譲り、黄色で示したドイツ領を得た

カーゾン線（カーゾンせん、英語: Curzon Line）は、第一次世界大戦後、イギリスの外務大臣ジョージ・カーゾン卿によって提唱された、ポーランドとソビエト・ロシアの境界線のことである。第二次世界大戦後のポーランドの東部国境は、ほぼこの線の位置にある。

## 概要

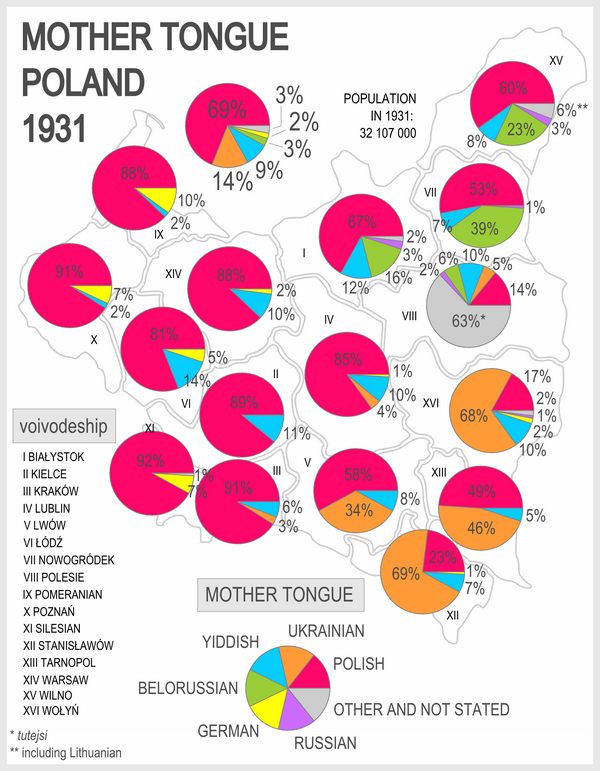
ポーランドにおける母語調査の結果（1931年）

第一次世界大戦後、戦勝国は、ドイツ帝国、ソビエト連邦、およびオーストリア・ハンガリー二重帝国の領域内に独立したポーランド国家を樹立することを合意したが、ポーランドの東方はポーランド人、ウクライナ人、ベラルーシ人、リトアニア人、ユダヤ人が多く住む混住地域であり、国境の画定は難航した。ヴェルサイユ条約ではポーランド東部国境は「後日決定する」とされた。
1919年にイギリスの外務大臣ジョージ・カーゾン卿によってポーランドとソビエト・ロシアの東部国境線の案が提唱された。これがカーゾン線である。カーゾン線は、イギリスがかつて承認した、第三次ポーランド分割後のプロイセンとロシアの境界に近いものであった。カーゾンの案にはA案とB案があり、B案ではリヴィウをポーランド領とする案になっていた。またこれはカーゾンの意図しないことだったが、この線の西側はローマ・カトリックを信仰するポーランド人が多数派を占め、一方この線の東側ではポーランド人以外の住民が半数を上回り正教会が主に信仰される地域となっていた。
提唱された時点においては、関係国間の対立によって受け入れられなかった。特にポーランドは分割以前の領土回復を主張してカーゾン線の受け入れを拒否し、ソビエト・ロシアとの間で武力衝突が発生した（ポーランド・ソビエト戦争）。1921年にリガにおいて結ばれた講和条約では、ポーランドの軍事的勝利もあって、カーゾン線より200km東にポーランドの東部国境が制定された。

### その後
しかし、カーゾン線はソビエト・ロシアにとって意味を持つようになり、1939年のナチス・ドイツとソビエト間の秘密協定・モロトフ＝リッベントロップ協定では、ポーランドの分割占領線と規定され、同年にポーランドは両国によって、北部を除きほぼこの線で分割占領された。またヨシフ・スターリンは、テヘラン会談など連合国との協議においても、カーゾン線を境界とすることを主張し、連合国首脳に承認された。第二次世界大戦後のポーランドの東部国境は、大体カーゾン線の位置にある。
カーゾン線の東側では、1939年のソ連による占領の時点で、地域人口1,300万人のうちポーランド人は500万から600万に達したが、うち数十万人がソ連により中央アジアに強制移送された。また100万人以上いたユダヤ人の多くが、ソ連による迫害やドイツ軍侵入により逃亡するか殺害された。1945年以後はカーゾン線の東に住んでいたポーランド人の多くはポーランドに移住し、ポーランドがドイツから得たオーデル・ナイセ線東部の新領土（「回復領」。旧ドイツ領のポメラニアやシレジア、東プロイセン南部）に定住したが、現在でもベラルーシに50万人近く、ウクライナに15万人ほど、ロシアに10万人以上のポーランド人が居住している。カーゾン線の西側にも農村地帯などにウクライナ人やベラルーシ人が多く住む地域が点在していたが、これらの民族も第二次世界大戦後、ポーランド政府による「ヴィスワ作戦」などで、ソ連国境から遠い旧ドイツ領（回復領）に強制移住させられている。